# بلدرچین جنگلی گلوپوش
بلدرچین جنگلی گلوپوش (نام علمی: Odontophorus strophium) نام یک گونه از سرده بلدرچین جنگلی است.